# Witold Kapciuk
Witold Florian Kapciuk (ur. 4 maja 1888 w Wilnie, zm. 4–7 kwietnia 1940 w Katyniu) – kapitan artylerii Wojska Polskiego, ofiara zbrodni katyńskiej.

## Życiorys
Urodził się 4 maja 1888 w Wilnie, w rodzinie Macieja i Anny z Billewiczów. Ukończył II Gimnazjum w Wilnie. W 1905 poznał pensjonarkę szóstej klasy gimnazjum Salomeę Zorawowiczównę z zamożnej rodziny kupieckiej, z którą później zawarł związek małżeński. Od 1907 służył w armii rosyjskiej. Awansował na kolejne stopnie: podporucznika ze starszeństwem z 8 czerwca 1908, porucznika (8 czerwca 1912) i sztabskapitana (14 grudnia 1915). W czasie I wojny światowej walczył w kowieńskiej artylerii fortecznej (ros. Ковенская крепостная артиллерия). W 1919 wrócił do Wilna i zamieszkał z żoną u teściów.
Został przyjęty do korpusu oficerów rezerwowych Wojska Polskiego w stopniu kapitana ze starszeństwem z 1 czerwca 1919 i 248. lokatą w korpusie oficerów artylerii i przydzielony w rezerwie do 3 pułku artylerii ciężkiej w Wilnie. Z dniem 1 stycznia 1928 jako oficer rezerwy powołany do służby czynnej został przemianowany na oficera zawodowego w korpusie oficerów artylerii, w stopniu kapitana ze starszeństwem z 1 kwietnia 1925 i 1. lokatą. Służbę pełnił w 25 pułku artylerii lekkiej w Kaliszu na stanowiskach: oficera administracyjnego, oficera ds. materiałowych, zastępcy kwatermistrza, kwatermistrza, dowódcy baterii i oficera mobilizacyjnego. 29 listopada 1933 został oskarżony o zabójstwo żony Salomei. 1 grudnia 1933 Wojskowy Sąd Okręgowy Nr VII na sesji wyjazdowej w Kaliszu skazał go za zabójstwo żony „pod wpływem silnego wzruszenia” na karę dziesięciu miesięcy więzienia z zawieszeniem jej wykonania na okres dwóch lat. „Zeznania świadków wypadły dodatnio dla oskarżonego, a bardzo ujemnie dla zabitej żony”. Z dniem 30 czerwca 1934 został przeniesiony w stan spoczynku. Zamieszkał z rodziną (miał dwoje dzieci) w Poznaniu, przy ul. Marszałka Focha 114.
3 marca 1940 przebywał w obozie w Kozielsku. Między 3 a 5 kwietnia 1940 został przekazany do dyspozycji naczelnika Zarządu NKWD Obwodu Smoleńskiego. Między 4 a 7 kwietnia 1940 zamordowany w Katyniu i tam pogrzebany. Od 28 lipca 2000 spoczywa na Polskim Cmentarzu Wojennym w Katyniu.
5 października 2007 minister obrony narodowej Aleksander Szczygło mianował go pośmiertnie na stopień majora. Awans został ogłoszony 9 listopada 2007 w Warszawie, w trakcie uroczystości „Katyń Pamiętamy – Uczcijmy Pamięć Bohaterów”.

## Ordery i odznaczenia
- Srebrny Krzyż Zasługi[15][2]
- Order Świętego Stanisława 3 stopnia z mieczami i kokardą – 29 czerwca 1916[5]
- Order Świętej Anny 4 stopnia z napisem „Za odwagę” – 21 czerwca 1916[5]